# エレオノーラ・ジョルジ
エレオノーラ・アンナ・ジョルジ（Eleonora Anna Giorgi、1989年9月14日 - ）は、イタリア・ミラノ出身の陸上競技・競歩選手。ボッコーニ大学経済学部卒業。

## 経歴
2004年に中距離走の選手として競技を始め、2007年から競歩に転向した。
2012年3月13日にロシア・サランスクで開催されたIAAFワールドカップ競歩で14位に入り（イタリア陸上競技連盟からは20位以内に入るよう求められていた）、 同年6月9日にはスペイン・ア・コルーニャで開催されたIAAF競歩グランプリ2012にてロンドンオリンピックの参加標準記録のA標準を突破した。同年7月6日にはイタリア・ブレッサノーネで10キロメートル競歩に出場し、45分19秒の記録で金メダルを獲得した。オリンピックでは14位であったが、自己新記録となる1時間29分48秒をマークした。なお、2012年シーズンはボッコーニ大学経済学部の学生であった。
2013年の地中海競技大会では、前評判通り優勝を収めた。

## 成績
| 年   | 大会                   | 開催地                  | 順位 | 種目     | 記録          | 備考 |
| ---- | ---------------------- | ----------------------- | ---- | -------- | ------------- | ---- |
| 2009 | ヨーロッパU23選手権    | リトアニア カウナス     | 11位 | 20km競歩 | 1時間39分42秒 |      |
| 2012 | ワールドカップ競歩     | ロシア サランスク       | 14位 | 20km競歩 | 1時間32分57秒 |      |
| 2012 | IAAF世界競歩チャレンジ | スペイン ア・コルーニャ | 6位  | 20km競歩 | 1時間31分18秒 |      |
| 2012 | オリンピック           | イギリス ロンドン       | 14位 | 20km競歩 | 1時間29分48秒 |      |
| 2013 | 地中海競技大会         | トルコ メルスィン       | 1位  | 20km競歩 | 1時間39分13秒 |      |
| 2013 | 世界選手権             | ロシア モスクワ         | 10位 | 20km競歩 | 1時間30分01秒 |      |

### 国内大会
- イタリア陸上競技選手権大会（英語版） - 10km競歩優勝（2012年）
- イタリア室内陸上競技選手権大会（英語版） - 30km競歩優勝（2012年）